# واتینوما (دولوگو)

واتینوما شهری در شهرستان دولوگو در استان بازگا در بورکینافاسوی مرکزی است و جمعیت آن ۴۶۱ نفر است.